# Masami Ōbari
Masami Ōbari (大張正己, Ōbari Masami; Prefettura di Hiroshima, 24 gennaio 1966) è un regista giapponese.
È un mecha e character designer, nonché regista di anime giapponese. Un tempo sposato con la regista di anime e character designer Atsuko Ishida.
Ha fondato uno studio di animazione chiamato G-1 Neo. Oltre al ruolo di regista, ha contribuito come direttore dell'animazione a numerose sigle di anime.
Appassionato di Gō Nagai, Mazinga Z e soprattutto Getter Robot, nel 1985 lavorò come mecha designer ad un remake di Mazinga Z, intitolato Daimazinger assieme a Toshiki Hirano, da cui poi trassero il Dangaio. Il progetto originale è rimasto incompiuto a causa di problemi legati ai diritti d'autore detenuti dalla Toei Animation.

## Anime
- Angel Blade Punish! (OAV): Regia, Ideazione, Character Design
- Bastard!! (OAV): Regia episodio
- Tōshinden (OAV): Regia
- Brave Fighter Of Sun, Fighbird (TV): Animazione (sigla di apertura)
- Bubblegum Crisis (OAV): Regia (episodio 6)
- D-1 Devastator (OAV): Supervisione animazione e design dei mecha
- Daimaju Gekito Hagane no Oni (OAV): Direzione animazione, Key Animation
- Dancougar - Super Beast Machine God (TV): Character Design, Mecha design
- Dangaioh (OAV): Mecha design
- Dangaizer 3 (OAV): Regia, Script
- Detonator Orgun (OAV): Regia, Supervisione dell'animazione
- Fatal Fury 2: The New Battle (OAV): Character Design, Direttore dell'animazione
- Fatal Fury: Legend of the Hungry Wolf (OAV): Character Design, Direttore Esecutivo dell'animazione
- Fatal Fury: The Motion Picture (Film): Regia, Character Design, Capo Direttore dell'animazione,  Direttore Esecutivo dell'animazione
- Gaiking (TV 2): Key Animation
- Gravion (TV): Regia, Ideazione, Character Design, Mecha design
- Gravion Zwei (TV): Director, Ideazione
- Gunbuster (OAV): Animatione
- Guy: Double Target (OAV): Storyboard (episodio 2), Design dei mostri (episodio 2)
- Iczer-One (OAV): Direttore dell'animazione, Mecha design, Animatione (episodi 2-3)
- Juusou Kikou Dancouga Nova (TV): Regia, Mecha design
- Kiko Senki Dragonar (TV): Direttore dell'animazione (sequenza di apertura)
- Knight Hunters (TV): Animazione (sigla di apertura)
- Machine Robo: Revenge of Chronos (TV): Regia Episodio
- Magic Knight Rayearth (TV): Regia (sigla di apertura)
- Marine A Go-Go (OAV): Regia
- Moldiver (OAV): Animazione (sigla di apertura), Key Animation
- Platinumhugen Ordian (TV): Regia, Character Design (Mecha), Mecha design
- Prism Ark (TV): Regia
- Ranma ½: Nihao My Concubine (Film): Key Animation
- Samurai Shodown: The Motion Picture : Supervisione dell'animazione
- Takegami - Guardian of Darkness (OAV): Character Design
- The Super Dimension Fortress Macross II: Lovers, Again (OAV): Animazione (sigla di apertura)
- Viper GTS (OAV): Regia
- Virus Buster Serge (TV): Regia, Screenplay, Storyboard, Character Design
- Voltage Fighter Gowcaizer (OAV): Regia, Storyboard, Character Design, Direttore animazione
- Virus Buster Serge serie tv

## Videogiochi
- Voltage Fighter Gowcaizer : Character Design, animazione, Illustrazioni, voce di Brider
- The King of Fighters XV: animazione sigla d'apertura
- Fatal Fury: City of the Wolves: animazione sigla d'apertura

## Pubblicazioni
- Gowcaizer Official Guide Book (artbook), 1994, Dengeki Mook
- Garou Densetsu (Fatal Fury) Perfect Collections Battlefighters (artbook), 1994, Dengeki Mook
- Garou Densetsu (Fatal Fury) The Motion Picture (artbook), 1994, Media Woks
- Battle Arena To Shin Den OAV Special Book (artbook), 1996, Movic
- Battle Arena To Shin Den 1&2 Official Material Book (artbook), 1996, Tokuma Intermedia Mook
- G-One, Masami Obari's Works (artbook), 1998, Movic
- Yamato Nadeshiko (Hentai Doujinshi)